# ساوت سیتی، ویچیتا، کانزاس
ساوت سیتی (به انگلیسی: South City) یک منطقهٔ مسکونی در ایالات متحده آمریکا است که در ویچیتا، کانزاس واقع شده‌است. ساوت سیتی ۶٬۸۰۲ نفر جمعیت دارد و ۳۹۰٫۴۵ متر بالاتر از سطح دریا واقع شده‌است.